# Alessandro Catenacci
Alessandro Catenacci, född 3 december 1958 i Italien, är en entreprenör inom den svenska hotell- och restaurangnäringen. Idag är han VD och ägare av Nobis AB som han köpte den 8 december 1987 från Wretmankoncernen. Nobiskoncernen äger ett flertal av Sveriges mest berömda restauranger som Café Opera, Operakällaren och Stallmästaregården.
Alessandro kom som ettåring, med sin mor och far, till Sverige från Italien. Han hoppade tidigt av gymnasiet, Södra Latin, för att jobba i modebranschen. Han startade med att importera italienska kläder som såldes i butiken på Norrlandsgatan i Stockholm. Efter några år började han importera italienska restaurangmaskiner. Tillsammans med övriga i familjen Catenacci öppnade han därefter vid 20 års ålder, sin första restaurang Caina på Södermalm i Stockholm. Två år senare valde han att gå sin egen väg och köpte restaurang Capri på Nybrogatan i Stockholm. Nattklubben och restaurangen Birger Bar öppnade han ca två år senare, och innan han 1987 köpte Tore Wretman Restauranger AB, hade han även drivit cateringverksamhet och startat Matpalatset. 
Han har även engagerat sig mycket inom idrotten och har suttit i styrelsen för bland annat AIK Fotboll och spelat i fotbollslaget FC Café Opera. 
Den 26 juni 2007 var han sommarpratare i Sveriges Radio P1.
Han är äldre bror till Stefano Catenacci, kökschef på Operakällaren. 